# ツリーイング・ドッグ
ツリーイング・ドッグ（英: Treeing Dog）は、アメリカ合衆国、カナダ、メキシコを原産とする特殊な猟犬のグループである。体の大きさや獲る獲物によって更に細かい分類がされていて、名称も分けられている。原産地である北米及びメキシコ以外で実猟犬として飼育されている例は非常に少ない。なお、日本では訳して揚げ木犬（あげぎいぬ）とも呼ばれている。

## 概念
ツリーイング・ドッグはもともとはイギリス原産のセントハウンドであった。これが移民と共に新世界へ渡って実猟犬として使われたのだが、北米の動物は追い詰められると木に登ってしまうことが多く、セントハウンドは木に登ることが出来ないため狩りを諦めてしまい、獲物をとることがほとんど出来なかった。そのため、木に登る事は出来なくとも獲物を木の上に追い詰め、それに向かって吠え続けさせるための粘り強さと体力、大きな吠え声を取り入れるため、先の英国産セントハウンドに別の国から来た移民が持ち込んだ犬などを交配させて改良が行われ、その結果誕生したのがこのツリーイング・ドッグと呼ばれる犬たちのグループである。広い地域でそれぞれ独自に改良・作出が行われたため、その犬種数はアメリカだけでも50種類以上にものぼる。これの他にカナダ、メキシコのツリーイング・ドッグを合わせると全種で100種類も存在すると言われているが、この数は確認されているツリーイング・ドッグの数であるため、非公認の田舎のツリーイング・ドッグを合わせるともっと多くの種類があるとも見られている。

## ツリーイング猟の方法
ツリーイング猟の方法は途中までセントハント（嗅覚猟）と同じである。パックで狩猟場にくりだされて獲物のにおいを追跡し、それを発見すると走って追いかけて獲物を木の上へと誘導し、追い詰める。すると獲物は木に登って犬たちが去るのをひたすら待つのだが、ツリーイング・ドッグは粘り強く吠え続けて獲物の気を犬に向けさせる。そして獲物が犬に完全に集中しているのを見計らって猟師が猟銃で仕留めるか、木に登って獲物を振り落とし、下で待ち構えるツリーイング・ドッグに仕留めてもらうことでツリーイング猟は終わる。なお、獲物がアライグマや大型獣の場合は猟銃で仕留め、リスなどの小型獣の場合は振り落として犬に仕留めてもらうのが普通である。また、熱心な犬は獲物をツリーイング（木に登らせる）前に仕留めてしまったり、獲物と一緒になって木に上ろうとするものもいる。
現在ツリーイング猟は生活の糧としての実猟だけでなくスポーツとして行われていて、ツリーイング猟の地区大会や米国大会などの大会が行われて広く親しまれている。しかし、ツリーイング猟はアメリカ、カナダ、メキシコ以外では行われていないため、あまり他の国では知られていない狩猟形態である。

## ツリーイング・ドッグのタイプ分類
ツリーイング・ドッグは既出の通りサイズや獲るものによって更に分類が行われている。ちなみに、もとからさまざまな獲物をツリーイング出来るように改良が行われて作出されたものはそのまま「ツリーイング」の名を犬種名に持っている。タイプの分類は時にあいまいとなることもあったが、現在前述のもの以外は以下の4つのタイプに分類されていて、一部の例外はあるもののほとんどは犬種名にその分類名がつけられている。
- カー（英：Cur）

ごく一般的なツリーイング・ドッグのタイプで、獲物を木に追い詰めたときに他のツリーイング・ドッグよりも激しく吠えるものを指す。語源は諸説があるが、Curというのは犬の唸り声がもとであると考えられている。中～大型犬サイズのものが多い。
- クーンハウンド（英：Coonhound）

その名の通りクーン（アライグマ）を獲るために作出されたツリーイング・ドッグを指す。ちなみに、北米ではアライグマは害獣の一つとして扱われていて、害獣駆除と毛皮取りのためにクーン猟が行われている。アライグマの激しい気性に対抗するため、大きな吠え声を持つ肝っ玉で大型の犬種が多い。
- ファイスト（英：Feist）

小型であるが、多目的にツリーイング猟が出来るように作り出されたものを指す。「ファイスト」の名は英語の「拳」に由来し、狩猟の際は非常に気が強くなるためにそう呼ばれるようになった。しかし、普段は大人しい中～小型犬種である。
- スクウィレル・ドッグ（英：Squirrel Dog）

主にリス猟を目的に作出されたものを指す。あまり大きな獲物には興味を示さないため、他の獲物のツリーイング猟にはめったに使われない。軽量で小型の犬種のため、ファイスト同様ペットとして飼育されるものも多い。